# Брент Редеке
Брент Редеке (нім. Brent Raedeke; нар. 29 травня 1990, Реджайна) — німецький хокеїст, крайній нападник клубу ДХЛ2 «Бад-Наугайм». Гравець збірної команди Німеччини.

## Ігрова кар'єра
Хокейну кар'єру розпочав 2007 року в ЗХЛ. З 2008 захищав кольори «Гранд Репідс Гріффінс» (АХЛ) перебуваючи на контракті клубу НХЛ «Детройт Ред Вінгз». 24 липня 2013 року в складі «Гріффінс» Брент здобув Кубок Колдера та як вільний агент уклав однорічний контракт з німецьким клубом «Ізерлон Рустерс» (ДХЛ).
30 квітня 2015 року, після двох сезонів з «півнями» Редеке підписав дворічний контракт з командою «Адлер Мангейм».
Брент провів п'ять сезонів у складі «орлів» ставши чемпіоном Німеччини в сезоні 2018–19. Через пандемію COVID-19, як вільний агент він залишив «Адлер Мангейм».
7 серпня 2020 року Брент укла однорічний контракт з «Ізерлон Рустерс». Після сезону 2022–23 Редеке покинув клуб.
З сезону 2023–24 захищає кольори клубу ДХЛ2 «Бад-Наугайм».

## На рівні збірних
У 2015 році дебютував у складі національної збірної Німеччини на чемпіонаті світу.

## Нагороди та досягнення
- Чемпіон Німеччини в складі «Адлер Мангейм» — 2019.[4]

## Статистика

### Клубні виступи
| Сезон        | Клуб                    | Ліга         | Регулярний сезон | Регулярний сезон | Регулярний сезон | Регулярний сезон | Регулярний сезон | Плей-оф | Плей-оф | Плей-оф | Плей-оф | Плей-оф |
| Сезон        | Клуб                    | Ліга         | І                | Г                | П                | О                | ШХ               | І       | Г       | П       | О       | ШХ      |
| ------------ | ----------------------- | ------------ | ---------------- | ---------------- | ---------------- | ---------------- | ---------------- | ------- | ------- | ------- | ------- | ------- |
| 2007–08      | «Едмонтон Ойл-Кінгс»    | ЗХЛ          | 72               | 15               | 16               | 31               | 62               | —       | —       | —       | —       | —       |
| 2008–09      | «Едмонтон Ойл-Кінгс»    | ЗХЛ          | 70               | 19               | 36               | 55               | 80               | 4       | 1       | 1       | 2       | 6       |
| 2008–09      | «Гранд Репідс Гріффінс» | АХЛ          | 2                | 0                | 0                | 0                | 0                | —       | —       | —       | —       | —       |
| 2009–10      | «Едмонтон Ойл-Кінгс»    | ЗХЛ          | 39               | 16               | 15               | 31               | 60               | —       | —       | —       | —       | —       |
| 2009–10      | «Брендон Вет Кінгс»     | ЗХЛ          | 33               | 7                | 18               | 25               | 35               | 15      | 5       | 7       | 12      | 16      |
| 2010–11      | «Гранд Репідс Гріффінс» | АХЛ          | 67               | 8                | 5                | 13               | 17               | —       | —       | —       | —       | —       |
| 2011–12      | «Гранд Репідс Гріффінс» | АХЛ          | 64               | 11               | 10               | 21               | 33               | —       | —       | —       | —       | —       |
| 2012–13      | «Гранд Репідс Гріффінс» | АХЛ          | 38               | 3                | 6                | 9                | 43               | —       | —       | —       | —       | —       |
| 2013–14      | «Ізерлон Рустерс»       | ДХЛ          | 51               | 18               | 22               | 40               | 50               | 8       | 2       | 2       | 4       | 6       |
| 2014–15      | «Ізерлон Рустерс»       | ДХЛ          | 52               | 13               | 23               | 36               | 62               | 7       | 2       | 1       | 3       | 10      |
| 2015–16      | «Адлер Мангейм»         | ДХЛ          | 34               | 3                | 2                | 5                | 78               | 2       | 0       | 1       | 1       | 0       |
| 2016–17      | «Адлер Мангейм»         | ДХЛ          | 52               | 16               | 17               | 33               | 34               | 7       | 1       | 0       | 1       | 4       |
| 2017–18      | «Адлер Мангейм»         | ДХЛ          | 34               | 7                | 6                | 13               | 10               | 10      | 1       | 2       | 3       | 4       |
| 2018–19      | «Адлер Мангейм»         | ДХЛ          | 22               | 4                | 3                | 7                | 33               | 4       | 0       | 0       | 0       | 2       |
| 2019–20      | «Адлер Мангейм»         | ДХЛ          | 36               | 5                | 2                | 7                | 12               | —       | —       | —       | —       | —       |
| 2020–21      | «Ізерлон Рустерс»       | ДХЛ          | 36               | 6                | 6                | 12               | 24               | 3       | 1       | 0       | 1       | 2       |
| 2021–22      | «Ізерлон Рустерс»       | ДХЛ          | 41               | 6                | 7                | 13               | 24               | –       | –       | –       | –       | –       |
| 2022–23      | «Ізерлон Рустерс»       | ДХЛ          | 53               | 3                | 11               | 14               | 26               | –       | –       | –       | –       | –       |
| 2023–24      | «Бад-Наугайм»           | ДХЛ2         | 36               | 11               | 15               | 26               | 34               | 2       | 0       | 1       | 1       | 2       |
| Усього в ЗХЛ | Усього в ЗХЛ            | Усього в ЗХЛ | 214              | 58               | 84               | 142              | 237              | 19      | 6       | 8       | 14      | 22      |
| Усього в АХЛ | Усього в АХЛ            | Усього в АХЛ | 171              | 22               | 21               | 43               | 93               | –       | –       | –       | –       | –       |
| Усього в ДХЛ | Усього в ДХЛ            | Усього в ДХЛ | 411              | 81               | 99               | 180              | 353              | 41      | 7       | 6       | 13      | 28      |

### Збірна
| Рік                | Команда            | Турнір             | Місце              | І | Г | П | О | ШХ |
| ------------------ | ------------------ | ------------------ | ------------------ | - | - | - | - | -- |
| 2015               | ФРН                | ЧС                 | 10-е               | 7 | 0 | 0 | 0 | 0  |
| Національна збірна | Національна збірна | Національна збірна | Національна збірна | 7 | 0 | 0 | 0 | 0  |